# روبن سيرز
روبن سيرز هو شخصية أعمال كندي، ولد في 23 أكتوبر 1950.